# Китид (Хунедоара)
Китид (рум. Chitid) насеље је у Румунији у округу Хунедоара у општини Бошород. Oпштина се налази на надморској висини од 274 m.

## Становништво
Према подацима из 2002. године у насељу је живело 602 становника, од којих су сви румунске националности.